# 泰尔茂
泰尔茂（英語：Terumo Corporation） 是一家日本顶级的医疗器械公司。该公司同时也生产医药品。企业的理念是“通过医疗贡献社会”，发明了世界上首款中空纤维膜型人工肺，目前产品销售范围分布于全球160多个国家。

## 简介
泰尔茂以生产医疗器械为主，在医用导管及人工心肺装置等心血管领域内拥有很高的市场份额。另外，该公司生产的药剂填充注射器也是日本国内市场占有率最高的产品系列。其他常规产品中，体温计、血压仪以及尿检试纸等也是其主流产品。该公司在创立之初的主要产品为体温计，目前其市场份额为日本国内第二位，但占其企业总销售额的比例仅为1%，公司绝大多数的利润都来自医疗器械、医药品以及心血管领域产品。
该公司在报纸上连载的广告系列也都编印成书，以《泰尔茂图书馆》的形式发售。

## 创立历史
1921年9月，为了摆脱对德国产体温计的依赖，实现日本国内体温计的国产化，以北里柴三郎为首的多位医学专家发起设立了。公司名称的“TERUMO”源自德语中的Thermometer （意为“体温计”）。2005年，泰尔茂开发成功世界上最细的注射针头“纳诺斯33”，以该款产品获得日本好设计奖。

### 大事记
| 年月                     | 大事记 |
| ------------------------ | --- |
| 1921年（大正10年）9月    | 北里柴三郎等医学家集体创立赤线检温器株式会社（日语：赤線検温器株式会社）。                                                   |
| 1922年（大正11年）2月    | 生产“仁丹体温计”，由森下仁丹负责销售。                                                                     |
| 1923年（大正12年）       | 收购奥林巴斯公司的体温计生产部门（位于东京都涩谷区幡谷）。                                                 |
| 1936年（昭和11年）11月   | 更名为 仁丹体温计株式会社（日语：仁丹体温計株式会社）。是日本体温计的主要制造商。                                            |
| 1955年（昭和30年）10月   | 体温计在日本国内生产量占30%，列为首位。                                                                    |
| 1963年（昭和38年）12月   | 更名为株式会社仁丹泰尔茂（日语：株式会社仁丹テルモ），成为森下仁丹集团的医疗器械生产部门。                                   |
| 1964年（昭和39年）1月    | 生产销售日本首个一次性注射器。                                                                             |
| 1969年（昭和44年）7月    | 生产销售日本首个血袋。                                                                                     |
| 1973年（昭和48年）7月    | 生产销售日本首个输液包。                                                                                   |
| 1974年（昭和49年）10月   | 脱离森下集团，更名为泰尔茂株式会社（日语：テルモ株式会社），持续至今。                                                   |
| 1982年（昭和57年）6月    | 在东京证券交易所市场第二部上市。                                                                           |
| 1983年（昭和58年）12月   | 开发销售预测式数字体温计。                                                                                 |
| 1984年（昭和59年）11月   | 停止生产水银体温计。                                                                                       |
| 1985年（昭和60年）5月    | 改制到东京证券交易所第一部挂牌交易。                                                                       |
| 1998年（平成10年）       | 生产销售预填充肾上腺素等药剂的注射泵。                                                                     |
| 1999年（平成11年）7月    | 收购3M公司的人工心肺事业部，成立“Terumo Cardiovascular Systems Corporation”。。                            |
| 2001年（平成13年）9月    | 收购住友 Bakelite株式会社的家用氧气治疗公司，改名为“Terumo Medical Care K.K.”公司。                        |
| 2002年（平成14年）       | 销售高卡路里输液剂“”。                                                                                     |
| 2005年（平成17年）       | 销售全球最细的胰岛素注射针头“纳诺斯33（日语：ナノパス33）”。                                                         |
| 2007年（平成19年）8月    | DuraHeart左心室辅助人工心脏在欧洲上市。                                                                    |
| 2011年（平成23年）3月    | 收购美国科安比斯特血液技术公司(CridianBCT)，血液产品销售规模跃居全球第一。                                 |
| 2014年（平成26年）8月    | 公司长年使用的标志改换设计。                                                                               |
| 2015年（平成27年）9月    | 获得世界上首个用于治疗心脏衰竭再生医疗产品的生产销售许可，销售从人（自己）的骨骼提取的细胞层（2016年发售） |
| 2016年（平成28年）6月    | 收购美国的脑动脉瘤治疗设备公司Sequent Medical。                                                            |
| 2017年（平成29年）1月    | 收购美国医疗导管公司的事业部。                                                                             |
| 2017年（平成29年）2月9日 | 公告解除与奥林巴斯的资本合作关系。                                                                         |
| 2017年（平成29年）3月    | 收购治疗大动脉瘤设备的美国公司Bolton Medical。                                                             |

## 子公司等
泰尔茂集团下共有合并决算子公司96家及其他关联公司7家。

### 部分日本国内子公司
- 株式会社医器研（连结决算子公司）
- 泰尔茂Clinical Supply株式会社（连结决算子公司）
- 泰尔茂医疗护理株式会社（连结决算子公司）
- 泰尔茂BNS株式会社（关联公司）
- 奥林巴斯泰尔茂生体材料株式会社（关联公司）

### 脚注
1. ↑  .   [March 17, 2014]. （原始内容存档于2017-03-01）.
2. ↑  .   [March 17, 2014]. （原始内容存档于2017-05-14）.
3. 1 2  . www.terumo.co.jp.   [2019-04-08]. （原始内容存档于2019-04-08）.
4. ↑  . 朝日新闻 (朝日新聞社). 2017-02-10: 朝刊 7.